# Caralisa Monteiro
Caralisa Monteiro é uma cantora indiana conhecida por anunciar jingles e músicas de Bollywood.

## Primeiros anos
Caralisa Monteiro nasceu em Emeline Monteiro, professora da Escola Secundária Don Bosco, Matunga e Neville Monteiro, cantora de ópera e contadora em Mahindra & Mahindra; ela foi exposta à música desde muito jovem. Frequentou a Sophia College, onde estudou Economia e Inglês.
Com 11 anos de idade, sua mãe morreu de câncer. Sua irmã Giselle era assistente social e diretora musical, que morreu depois que foi diagnosticada com câncer de mama nos últimos estágios.

## Carreira

### Propaganda
Caralisa começou a trabalhar com os diretores musicais Loy Mendonca e Ehsaan Noorani, de Shankar-Ehsaan-Loy. Durante sua carreira, trabalhou em mais de sete mil jingles nos quais cantou, produziu sua voz, escreveu letras, co-compôs e compôs. Ela foi referida como a "Rainha do Jingle". Ela também foi a voz por trás do jingle da marca Limca que apresentava Sushama Reddy. Caralisa começou a escrever suas próprias músicas na faculdade, mas devido à demanda de ser a única ganhadora de pão em sua família desde tenra idade, teve que se concentrar no trabalho.

### Bollywood e outros
Seu primeiro intervalo com Bollywood aconteceu quando o aclamado trio Shankar-Ehsaan-Loy a convidou para cantar o refrão da música "Jaane Kyon" do filme cult Dil Chahta Hai em 2001. Ela era conhecida pela interpretação de peças em inglês em canções hindi e continua trabalhando na indústria da música hindi em partituras de fundo. Monteiro cantou em filmes populares de Bollywood como Rock On!! (Phir Dekhiye), Don, Don 2 (Don Waltz), Kabhi Alvida Naa Kehna, onde cantou a música "Mitwa" com Shafqat Amanat Ali, Karthik Calling Karthik com Shankar Mahadevan. Em Anjaana Anjaani, ela cantou a música "Tumse hi Tumse". No filme Hum Tum Aur Ghost, ela interpretou a música 'Kal Tum The Yahan', que foi um dueto com Shankar Mahadevan. Ela também cantou "Sam's Theme" do filme New York (filme) e no Kabul Express, ela também apresentou o tema para Kaal, enquanto em Salaam Namaste, ela fez um dueto com Shaan.[carece de fontes?]
Ela também cantou no cinema tâmil, incluindo "Maaricham", uma canção escrita pelo diretor musical A. R. Rahman do filme Sillunu Oru Kaadhal em 2006 e "Porkkalam" do filme Yaaro Iran Yaaro. Monteiro estrelou o musical On Broadway, que foi uma mistura de vários musicais. Ela trabalhou com o músico e compositor galês Karl Jenkins tocando a faixa "Hymn" em seu projeto Adiemus: Songs of Sanctuary em sua turnê na Índia como o único solista. Ela foi destaque no Dance Masti, um álbum de dança de Farhad Wadia. Caralisa cantou a versão em hindi de "When You Believe" da Dreamworks Animation para o filme O Príncipe do Egito.

### Música Independente
Monteiro entrou e foi uma das finalistas de Sutasi, uma caçada asiática a talentos em 2008. Seu álbum de estreia, Illusions, foi lançado em 2015, que é um álbum multi-gênero com músicas que apresentam Jazz, Soul, Rock e Blues. Ela fez uma aparição com a banda Overhung no final de Harley Rock Riders: Season IV e convidou a música da banda "Waste". Monteiro escreveu e gravou a balada "All Alone" que foi apresentada no filme independente Rize of the Zombie, estrelado por Luke Kenny.

## Ativismo social
Ela se apresentou no 'Rhythm and Blues Festival' organizado pela Genesis Foundation e apoiado pela Rolling Stone Magazine (Índia) para arrecadar fundos para crianças carentes e proporcionar intervenções críticas para salvar vidas em 2013. Ela se comprometeu a aumentar a conscientização sobre o câncer de mama através do lançamento do single "Angel in Disguise", do álbum de estreia e a arrecadar fundos para ajudar os sobreviventes do câncer e as pessoas atualmente lutando contra a doença.